# Каменногорское городское поселение

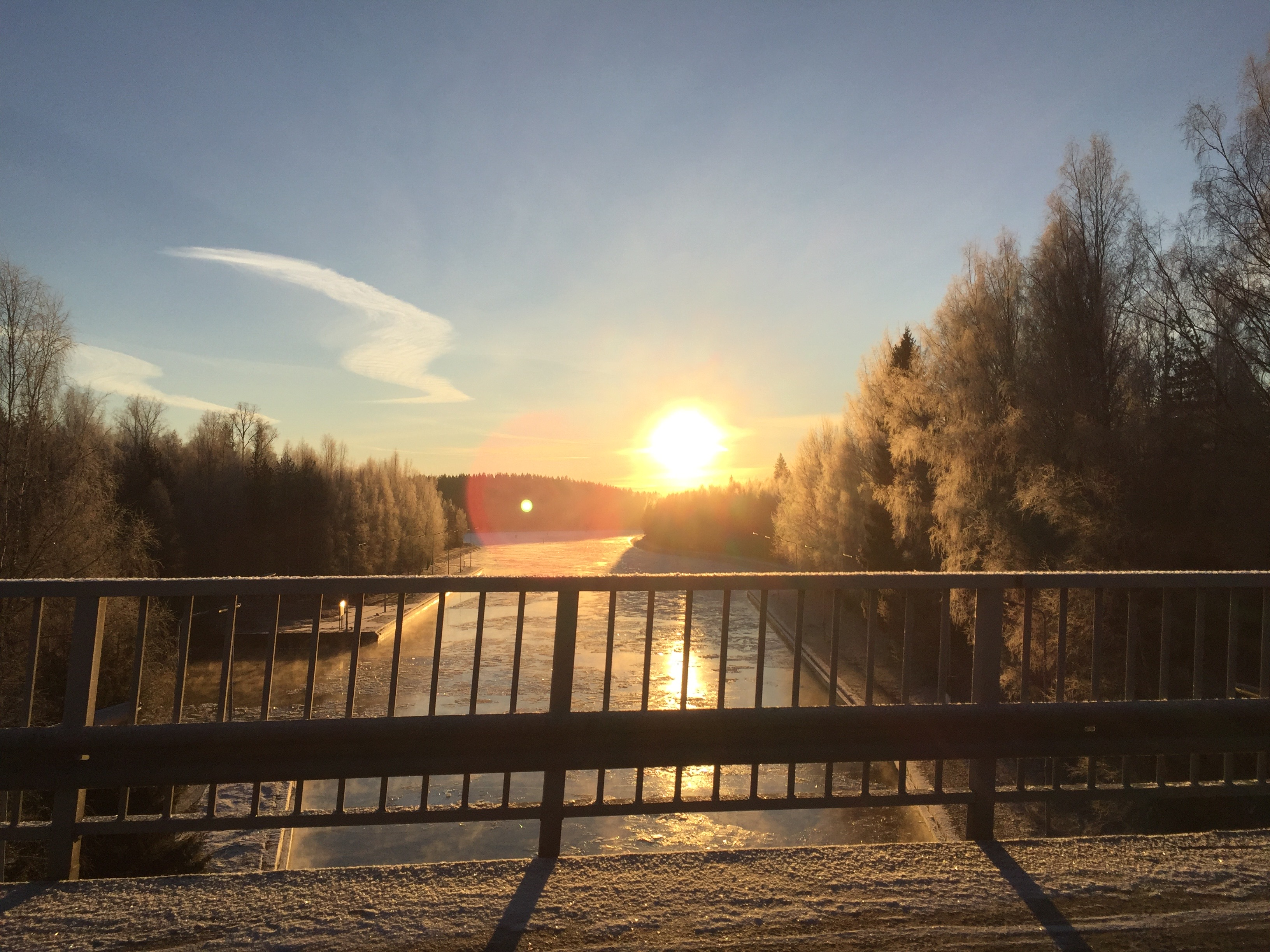
Сайменский канал

Каменного́рское городско́е поселе́ние — муниципальное образование в составе Выборгского района Ленинградской области. Административный центр — город Каменногорск.

## Географические данные
- Общая площадь: 1759,57 км²
- Расположение: северная часть Выборгского района
- Граничит:
  - на севере — с Финляндией и Карелией
  - на востоке — с Приозерским районом
  - на юге — с Гончаровским сельским поселением
  - на юго-западе — с городом Выборгом
  - на западе — с Селезнёвским сельским поселением
  - на северо-западе — с Финляндией и Светогорским городским поселением

По территории поселения проходят автомобильные дороги:
- А181 (часть E 18) «Скандинавия» (Санкт-Петербург — Выборг — граница с Финляндией)
- 41К-024 (Среднегорье — Топольки)
- 41К-084 (Зверево — Малиновка)
- 41К-184 (Каменногорск — Лесогорский)
- 41К-185 (Комсомольское — Приозерск)
- 41К-414 (Остров — Лазурное)
- 41К-415 (Бородинское — Залесье)
- 41К-416 (Лесогорский — Зайцево)
- 41К-418 (Дружноселье — Перевозное)
- 41К-440 (Возрождение — Михайловка)
- 41К-441 (подъезд к пос. Красный Холм)
- 41К-423 (подъезд к пос. Дружноселье)
- 41К-443 (Каменногорск — Дубинино)
- 41К-444 (подъезд к пос. Пруды)
- 41К-446 (Красный Сокол — Боровинка)

Расстояние от административного центра поселения до районного центра — 41 км.

## История
Каменногорское городское поселение образовано 1 января 2006 года в соответствии с областным законом № 17-оз от 10 марта 2004 года «Об установлении границ и наделении соответствующим статусом муниципальных образований Всеволожский район и Выборгский район и муниципальных образований в их составе». В его состав вошли город Каменногорск и территории бывших Бородинской, Возрожденской и Красносокольской волостей.

## Население
| 2006    | 2010    | 2011    | 2012    | 2013    | 2014    |
| ------- | ------- | ------- | ------- | ------- | ------- |
| 11 500  | ↗12 740 | ↗12 749 | ↗12 760 | ↘12 712 | ↗12 732 |
| 2015    | 2016    | 2017    | 2018    | 2019    | 2020    |
| ↘12 722 | ↘12 622 | ↘12 521 | ↘12 320 | ↘12 082 | ↘11 848 |
| 2021    | 2023    | 2024    | 2025    |         |         |
| ↗14 013 | ↘13 848 | ↘13 727 | ↘13 683 |         |         |

## Состав городского поселения
| №  | Населённый пункт | Тип населённого пункта              | Население |
| -- | ---------------- | ----------------------------------- | --------- |
| 1  | Бор              | посёлок                             | ↗17       |
| 2  | Боровинка        | посёлок                             | ↘115      |
| 3  | Бородинское      | посёлок                             | ↗677      |
| 4  | Возрождение      | посёлок при железнодорожной станции | ↗70       |
| 5  | Возрождение      | посёлок                             | ↗2023     |
| 6  | Глубокое         | посёлок                             | ↗126      |
| 7  | Горское          | посёлок                             | ↗33       |
| 8  | Дружноселье      | посёлок                             | ↗15       |
| 9  | Дубинино         | посёлок                             | ↗16       |
| 10 | Дымово           | посёлок                             | ↗60       |
| 11 | Зайцево          | посёлок                             | ↗439      |
| 12 | Залесье          | посёлок                             | ↗5        |
| 13 | Земляничное      | посёлок                             | ↗24       |
| 14 | Каменногорск     | город, административный центр       | ↘6964     |
| 15 | Козлово          | посёлок                             | ↗31       |
| 16 | Комсомольское    | посёлок                             | ↗158      |
| 17 | Красный Сокол    | посёлок                             | ↗394      |
| 18 | Красный Холм     | посёлок                             | ↗257      |
| 19 | Липовка          | посёлок                             | ↗91       |
| 20 | Маслово          | посёлок                             | ↗96       |
| 21 | Михайловка       | посёлок                             | ↘39       |
| 22 | Михалёво         | посёлок                             | ↗793      |
| 23 | Никифоровское    | посёлок                             | ↗26       |
| 24 | Озёрское         | посёлок                             | ↗15       |
| 25 | Остров           | посёлок                             | ↗92       |
| 26 | Пруды            | посёлок                             | ↗1035     |
| 27 | Ручьи            | посёлок                             | ↘8        |
| 28 | Свободное        | посёлок                             | ↗154      |
| 29 | Сосновая Горка   | посёлок                             | ↗16       |
| 30 | Холмово          | посёлок                             | ↗28       |

### Упразднённые населённые пункты
- Дозорово, посёлок
- Перевозное, посёлок
- Полевое, посёлок
- Славянское, посёлок — упразднён 28 декабря 2004 года в связи с отсутствием жителей[21].

## Местное самоуправление
Глава поселения
- Гусев Василий Федорович

Глава администрации 
- Воробьев Дмитрий Евгеньевич[22].